# Marion (Indiana)
Marion ist eine City im Bundesstaat Indiana in den Vereinigten Staaten von Amerika. 2010 verzeichnete der staatliche Census 29.948 Einwohner. Der Ort ist der Verwaltungssitz (englisch County Seat) von Grant County. Die evangelikale Indiana Wesleyan University hat in Marion ihren Sitz.

## Geschichte
1812 fand in unmittelbarer Nähe die Schlacht von Mississinewa im Rahmen des Britisch-Amerikanischen Krieges statt. 1831 nannten die niedergelassenen Siedler den entstehenden Ort nach Francis Marion, einem Brigadegeneral der South Carolina Miliz. In den 1920er Jahren gab es einen  Erdgasboom, bei dem sich die Population um 22,7 % vergrößerte.

### Lynchjustiz 1930
Im Jahr 1930 gab es hier den letzten Fall von Lynchjustiz gegen Schwarze in den nördlichen Staaten der USA. Am 7. August 1930 wurden drei Afroamerikaner, Thomas Shipp, Abram Smith und James Cameron, bezichtigt, einen bewaffneten Raubüberfall auf ein weißes Liebespaar, den folgenden Mord an dem Mann sowie eine Vergewaltigung an dem weißen Mädchen vollzogen zu haben. Deshalb wurden sie in das örtliche Gefängnis verschleppt und dort geschlagen. Shipp und Smith wurden erhängt, Cameron wurde von einem unbekannten Zeugen für unschuldig erklärt. James Cameron gründete 1980 das Black Holocaust Museum in Milwaukee.

## Demografie
Nach dem Census 2010 leben in der Stadt 29.948 Personen in 11.828 Haushalten und 6739 Familien. Nach Rassen betrachtet, sind 78,1 % Weiße, 14,7 % Schwarze oder Afroamerikaner, 0,7 % Asiaten und 0,4 % Amerikanische Ureinwohner. 2,4 % gehörten anderen Rassen an und 3,6 % hatten zwei oder mehr Rassen. Unabhängig von der Rasse waren 5,5 % der Einwohner Hispanics oder Latinos.

## Trivia
In Marion heirateten 1993 die Schauspielerin Julia Roberts (* 1967) und der Musiker Lyle Lovett (* 1957).

## Städtepartnerschaften
Marion unterhält mit folgenden Städten Partnerschaften:
- Wladimir,  Russland [1]

## Söhne und Töchter der Stadt
- Rachael Cavalli (* 1984), Pornodarstellerin
- Jim Davis (* 1945), Erfinder von Garfield
- James Dean (1931–1955), Schauspieler
- Willis Van Devanter (1859–1941), Bundesrichter
- J. W. Feighner (1916–2004), Manager und Politiker
- William N. Oatis (1914–1997), Journalist
- Zach Randolph (* 1981), Basketballspieler
- Joel Sayre (1900–1979), Schriftsteller, Journalist und Drehbuchautor
- Thaddeus Shideler (1883–1966), Leichtathlet